# 泉ひかり
泉 ひかり（いずみ ひかり、1995年11月15日 - ）は、日本のタレント、パルクール選手、パルクールパフォーマー。マネジメントはJFNC。

## 来歴
2010年に放送されていた「眼鏡市場」のテレビCMを見てパルクールを知り、興味を持つ。
その後関西で活動するパルクールチーム「NaGaRe」の教室に参加するなどパルクールパフォーマンスに取り組み、2014年7月からウェブ公開された「C.C.レモン」のCMの忍者女子高生役でその身体能力を披露し知名度を上げ、続くポカリスエット「東京マラソン」応援のCMにも出演した。日本各地の実力者が集うパルクールチーム「Connect」に所属していたが、現在は個人で活動。マネジメントはJFNC。
米カリフォルニア州ロサンゼルスでの留学で映像制作を学びつつ、2017年には『KUNOICHI』（TBS）2月、7月放送回に出演。2月放送回では、ファイナリストとなった。留学中にはパルクールブランドのKAIT SITH（ケットシー）を立ち上げるためにクラウドファンディングを実施、目標金額を達成してブランドを立ち上げた。帰国後アスリート活動を本格的にスタート。国際体操連盟が開催するパルクール世界大会が行われた「FISE Series」に出場し2019年は女性部門世界ランキング1位となる。また、テレビ番組・ラジオ番組出演などのメディア活動も行っており、パルクールの普及活動を続けている。
2017年11月、スウェーデンで行われた「The Air Wipp Challenge」 2017の女性部門では予選のファーストランを突破し、ファイナルランでは4位の結果だった。3位とは1ポイント差で入賞を逃した。
2018年4月、広島市にて行われた「FISE WORLD SERIES Hiroshima 2018」内で開催されたFIG Parkour Worldcupのスピードランにて2位に入賞する。当大会で唯一の日本人メダリストとなった。
2018年8月、留学していた米カリフォルニア州ロサンゼルスのコミュニティ・カレッジを映像専攻で卒業し、日本に本帰国をする。本格的にアスリート・パフォーマー活動を始める。
2018年11月、スウェーデンで行なわれた「The Air Wipp Challenge 2018」の女性部門にて、昨年度同様予選を通過するも4位の結果に終わる。
2019年1月、フジテレビ系列正月特番『ニッポンよ!セカイを倒せ! フジヤマ 〜日本のNo.1vs世界のNo.1〜』のチェイスタグ対決にて芸能人枠の予選で2位通過をするが、怪我の為に本戦出場を逃す。
2019年6月、「FIG Parkour World Cup Series 2018」にて、年間ランキング スピードラン1位・フリースタイル2位の結果を収める。

## 人物
血液型はA型。メディアには「泉 ひかり」の名前で出ることがほとんど。

## 出演

### アンバサダー
- トリンプ・インターナショナル sloggi mOve ローカルアンバサダー (2018年〜2019年)
- Xperia Ambassador (2020年〜)

### テレビ
- KUNOICHI（2017年2月12日・2017年7月2日、TBS）[8]
- ニッポンよ！セカイを倒せ！フジヤマ 日本のNo.1 VS 世界のNo.1（2019年1月1日、フジテレビ）
- JTB presents シンデレラの冒険（2019年4月6日・2019年4月13日、BSスカパー！）
- すっぴんアスリート (2020年1月4,11,18,25日、TBS)
- イケメンがマジで〇〇やってみた（2020年4月24日、5月1日、TOKYO MX）
- 超水上サバイバル オチルナ！(2020年11月22日、フジテレビ) ※唯一のファイナルステージクリア

### ラジオ
- 阪本奨悟のStreetRadioShow 公開収録（2019年1月5日、JFN Park）
- 増田明美のキキスギ？（2019年1月31日、NHK ラジオ）
- TOYOTA Athlete Beat 収録(2019年2月23日、Tokyo FM)
- JAPAN MOVE UP 収録（2019年8月31日、Tokyo FM）[9]

### CM
- CCレモン「忍者女子高生」制服で大回転編[10]（2014年7月15日、サントリー）
- Andrid「じぶんをおもいきり編」（2015年7月、Google）
- TOYOTA G’s Baseball Party（2015年8月17日、トヨタ自動車） – フリフリの服をきた女 役
- ポカリスエット・東京マラソン応援編、東京サプライ少女編（2016年4月5日、大塚製薬）
- 神村学園専修学校（2017年8月）[11]
- TOYO TIRES「鬼の逆襲」(2018年2月、東洋ゴム工業) − 巫女役
- Sloggi mOve[12]（2018年、トリンプ・インターナショナル・ジャパン）
- 爽健美茶 25周年記念 インタビュー (2019年、コカ・コーラ)
- 第25回参議院議員通常選挙 鹿児島県選挙啓発キャラクター CM

### MV
- 倖田來未「Like it」（2015年3月18日）
- グッドモーニングアメリカ「コピペ」（2015年6月10日） – 主演・喫茶店店員 役
- STEREO DIVE FOUNDATION「Genesis」（2016年1月27日） – 主演・都市を走る女 役

### 舞台
- 左ききのエレン -バンクシーのゲーム篇-（2021年1月19日 - 24日、六行会ホール） - ルーシー・ピグロー役[13]

### イベント
- ユービーアイソフト:AKIBA STEAL TH アキバステルス（2015年5月、秋葉原駅周辺）
- KEIRINグランプリ2017:トークショー・表彰プレゼンター2017年12月24日、平塚競輪場）
- 第25回参議院議員通常選挙 鹿児島県選挙啓発イベント

### 大会
- The Air Wipp Challenge 2017（2017年11月3日） - 女性部門 4位
- FISE HIROSHIMA : FIG Parkour World Cup (2018年4月) - 女性スピードラン 2位、女性フリースタイル4位
- The Air Wipp Challenge 2018（2018年11月8日） - 女性部門 4位
- FIG Parkour World Cup in Chengdu[14] (2019年4月) - 女性スピードラン 1位、女性フリースタイル 2位
- FIG Parkour World Cup in Hiroshima[14] (2019年4月) - 女性スピードラン 1位、女性フリースタイル 3位
- FIG Parkour World Cup in Montpellier[14] (2019年4月) - 女性スピードラン 3位、女性フリースタイル 3位

### 漫画
- 『主人公への道のり＠泉ひかり』（『少年ジャンプ+』2019年6月27日。原作：サクライタケシ。漫画：伊科田海）